# Vitold Kréier
Vitold Kréier   (Krasnodar, 12 d'octubre de 1932 - Moscou, 1 d'agost de 2020) fou un atleta rus, especialista en triple salt, que va competir sota bandera de la Unió Soviètica durant les dècades de 1950 i 1960.
El 1956 va prendre part en els Jocs Olímpics d'Estiu de Melbourne, on guanyà la medalla de bronze en la prova del triple salt del programa d'atletisme. Quatre anys més tard, als Jocs de Roma, tornà a guanyar la medalla de bronze en la mateixa prova. El 1964 disputà, sense sort, els seus tercers i darrers Jocs Olímpics.
En el seu palmarès també destaquen dos campionats soviètics de triple salt, el 1960 i 1961. Una vegada retirat passà a exercir d'entrenador, entre d'altres del tres vegades campió olímpic Víktor Sanéiev. Entre el 1967 i 1980 fou entrenador en cap de l'equip soviètic d'atletisme i el 2000 encara va dirigir l'equip rus d'atletisme als Jocs Olímpics.

## Millors marques
- Triple salt. 16,71m (1961)[4]